# Manuel Enríquez (militar)
Gen. Manuel Enríquez fue un militar mexicano que participó en la Revolución mexicana. Nació en Jalapa (Veracruz), en 1894. Realizó sus primeros estudios en esa ciudad, y luego ingresó al Colegio Militar de Chapultepec en la Ciudad de México. En 1913 se incorporó al movimiento constitucionalsta, con el grado de teniente; prosiguió su carrera militar en el arma de caballería y alcanzó el grado de general. Inclusive llegó a ser Jefe del Departamento de Caballería de la Secretaría de Guerra. En 1941 fue director de Aduanas de la Secretaría de Hacienda y escribió varias obras de carácter militar.  